# 新田 (足立区)
新田（しんでん）は、東京都足立区の町名。現行行政地名は新田一丁目から新田三丁目。住居表示実施済み。

## 地理

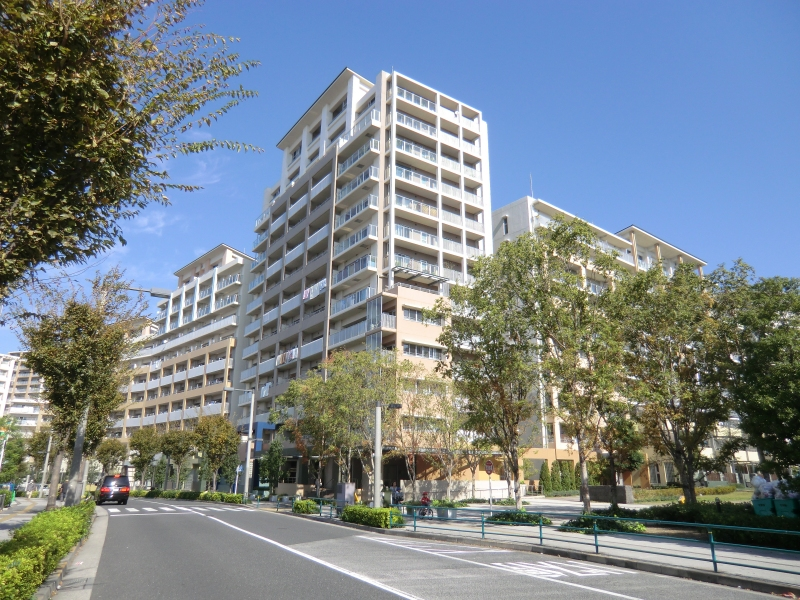
ハートアイランド新田

東京都足立区の西部最西端に位置し、周囲を荒川と隅田川に囲まれている。北は荒川河川敷部分で埼玉県川口市河原町に接し、北東は荒川を挟んで足立区鹿浜・堀之内・江北、南で北区豊島、南西から西にかけて隅田川を挟んで北区豊島・神谷・王子・志茂と接する。北西から南東に向けて一丁目から三丁目が配されている。一丁目は西を隅田川、北を荒川、東を環七通り（東京都道318号環状七号線）に挟まれており、幹線道路沿いであるため工場や倉庫等が多い。二丁目は戸建住宅や小売店、マンションが立ち並ぶ既成市街地で、金融機関や医療機関も置かれ中心市街地を形成する。三丁目には1990年代まで大規模工場が設置されていたが、移転後跡地は都心に近い立地を生かした都市再生機構主導の開発事業「ハートアイランドSHINDEN」として、大規模高層住宅街に変化しつつある。

### 地価
住宅地の地価は、2025年（令和7年）1月1日の公示地価によれば、新田1-10-8の地点で27万8000円/m2、新田3-7-18の地点で30万3000円/m2となっている。

## 歴史
鹿浜新田は正保から元禄の間に、武蔵国大里郡上吉見領の庄左衛門・三郎兵衛らによって開拓されたと伝えられている。武蔵国吉見から材木を筏（いかだ）にして荒川（現隅田川）を利用して江戸に運搬していたが、途中の休憩場所として新田が使われていた。
現在の新田は旧来の鹿浜新田以外にも、荒川放水路の開削によって分断された鹿浜の一部区域（字道明塚耕地・萱野耕地・仲道耕地・古道耕地の地域で、足立区成立時に南鹿浜町とされる）と堀之内の一部区域（字が堤外一-四の地域で、足立区成立時に南堀内町とされ、後に南堀之内町となる）に加えて、沼田の飛地だった地域（字川端耕地、足立区成立時に沼田川端町とされる）を含んでいる。

### 地名の由来
江戸時代中期に、この区域の近辺に開拓が入って「鹿浜新田」が成立し、これが現在の新田につながっている。また、古くからこの区域は野新田（やしんでん）と呼ばれていた。

### 沿革
- 1889年5月1日 - 東京府南足立郡鹿浜新田が周辺の村と合併し、江北村が誕生。南足立郡江北村大字鹿浜新田となる。
- 1932年10月1日 - 南足立郡が東京市足立区となる。鹿浜新田は、字上耕地が新田上町、字下耕地が新田下町と町名が定められる。
- 1960年4月1日 - 土地区画整理事業施行により、新田上町・新田下町・南鹿浜町・南堀之内町の一部が新田一-三丁目となる。
- 1961年2月1日 - 新田上町・南鹿浜町・南堀之内町の荒川河川敷内を除く地域と新田下町・沼田川端町の全域が新田一-三丁目に編入される。
- 1966年4月1日 - 新田一-三丁目に住居表示が実施される。
- 1989年5月15日 - 荒川河川敷部分のみに残存していた足立区の旧町名が全て廃止され、住居表示実施済み町域に編入される。これに伴い、新田上町・南鹿浜町・南堀之内町の荒川右岸部分が新田一-三丁目に編入された。

### 史跡
- 庚申塔

## 世帯数と人口
2025年（令和7年）1月1日現在（足立区発表）の世帯数と人口は以下の通りである。
| 丁目       | 世帯数    | 人口     |
| ---------- | --------- | -------- |
| 新田一丁目 | 2,165世帯 | 4,374人  |
| 新田二丁目 | 1,260世帯 | 2,536人  |
| 新田三丁目 | 4,323世帯 | 9,874人  |
| 計         | 7,748世帯 | 16,784人 |

### 人口の変遷
国勢調査による人口の推移。
| 年                 | 人口   |
| ------------------ | ------ |
| 1995年（平成7年）  | 7,683  |
| 2000年（平成12年） | 8,029  |
| 2005年（平成17年） | 8,961  |
| 2010年（平成22年） | 14,291 |
| 2015年（平成27年） | 16,007 |
| 2020年（令和2年）  | 16,548 |

### 世帯数の変遷
国勢調査による世帯数の推移。
| 年                 | 世帯数 |
| ------------------ | ------ |
| 1995年（平成7年）  | 3,017  |
| 2000年（平成12年） | 3,280  |
| 2005年（平成17年） | 3,889  |
| 2010年（平成22年） | 6,181  |
| 2015年（平成27年） | 6,652  |
| 2020年（令和2年）  | 7,111  |

## 学区
区立小・中学校に通う場合、学区は以下の通りとなる（2023年4月時点）。なお、足立区では学校選択制度を導入しており、区内全域から選択することが可能。ただし、小学校に関しては、2018年（平成30年）度から学区域または学区域に隣接する学校のみの選択になる。
- 区域 : 一丁目、二丁目、三丁目　各全域
  - 小中一貫校 : 足立区立新田学園
    - 小学校 : （新田小学校）
    - 中学校 : （新田中学校）

## 事業所
2021年（令和3年）現在の経済センサス調査による事業所数と従業員数は以下の通りである。
| 丁目       | 事業所数  | 従業員数 |
| ---------- | --------- | -------- |
| 新田一丁目 | 54事業所  | 860人    |
| 新田二丁目 | 72事業所  | 1,225人  |
| 新田三丁目 | 133事業所 | 1,377人  |
| 計         | 259事業所 | 3,462人  |

### 事業者数の変遷
経済センサスによる事業所数の推移。
| 年                 | 事業者数 |
| ------------------ | -------- |
| 2016年（平成28年） | 276      |
| 2021年（令和3年）  | 259      |

### 従業員数の変遷
経済センサスによる従業員数の推移。
| 年                 | 従業員数 |
| ------------------ | -------- |
| 2016年（平成28年） | 2,986    |
| 2021年（令和3年）  | 3,462    |

## 交通

### 鉄道
町域内に鉄道駅はないが、隅田川対岸の王子神谷駅から概ね徒歩15 - 20分圏内である。

### バス

#### 都営バス
新田を発着する都営バスはすべてが王子駅を出発するバスである。王55系統は頻繁にバスが出ており一部のバスが池袋駅東口へ向かう。
- 王55系統（王子駅～新豊橋南～ハートアイランド東～新田一丁目）
- 王55折返系統（王子駅～ハートアイランド西～王子駅）※朝夕のみ
- 王41系統（王子駅～新田橋～新田一丁目）
- 王45系統（王子駅～新田橋～ハートアイランド西～千住桜木～北千住駅前）
- 王49系統（王子駅～北区神谷町～環七新田～千住車庫）
- 王49折返（王子駅～北区神谷町～環七新田～足立区役所）
- 王49系統折返ハートアイランド廻り（王子駅～ハートアイランド東～足立区役所）※平日昼のみ

#### 国際興業バス
新田を発着する国際興業バスはすべてが赤羽駅東口を出発するバスである。赤25系統は王55系統に比べて運行本数が少ない。
- 赤25系統（赤羽駅東口～ハートアイランド東～赤羽駅）
- 赤25ｰ2系統（赤羽駅東口～ハートアイランド東）※夜のみ
- 赤25ｰ3系統（ハートアイランド西～赤羽駅東口）※朝のみ
- 赤26系統（赤羽駅東口～環七新田～舎人団地）
- 赤26ｰ2系統（赤羽駅東口～環七新田～入谷南）※休日は運休
- 赤27系統（赤羽駅東口～環七新田～西新井駅）
- 赤27ｰ3系統（赤羽駅東口～環七新田～江北陸橋下）※最終バスのみ
- 赤27-2系統（赤羽車庫～西新井駅）

#### 東武バス
新田を発着する東武バス王30系統は毎日2本程度しか運行されてない。
王30系統（赤羽駅東口～環七新田～亀有駅北口）

### 道路・橋梁
東側の荒川に架かる鹿浜橋を渡れば足立区鹿浜へ、東京都道449号新荒川堤防線沿いに下れば宮城、小台を経て千住へ、新田橋または新豊橋を渡れば北区豊島を経て王子神谷駅へ、新神谷橋を渡れば国道122号を経て東十条駅へ至る。
- 東京都道318号環状七号線（環七通り）
- 東京都道449号新荒川堤防線
- 鹿浜橋
- 新神谷橋
- 新田橋
- 新豊橋

## 施設
- 新田区民事務所
- 地域包括支援センター新田
- 足立区新田学園 - 小中一貫校。
- 東京都立足立新田高等学校
- 足立新田郵便局
- 稲荷神社

## その他

### 日本郵便
- 郵便番号 : 123-0865[3]（集配局 : 足立西郵便局[20]）。